# Festival international Music & Cinema Marseille
Pour les articles homonymes, voir MCM et FIFA (homonymie).
Music & Cinema - Festival international à Marseille (MCM), initialement nommé Festival international  du film d'Aubagne (FIFA), est un festival international de cinéma créé en 1999, qui se déroule au mois d'avril depuis 2022 à Marseille et auparavant à Aubagne de 1999 à 2021.

## Historique
Music & Cinema - Festival International à Marseille (MCM) - initialement nommé Festival International  du Film d'Aubagne (FIFA), organisé par l'association Alcimé, s'attache à mettre en relief la jeune création cinématographique et la relation musicale pour l'image.
Depuis 2010, le Festival collabore avec la Société des auteurs, compositeurs et éditeurs de musique (SACEM) avec le concours du Centre national du cinéma et de l'image animée (CNC).
À partir de 2013, le festival et le label de musique marseillais Chinese Man Records se sont associés pour programmer une projection consacrée à un groupe et/ou un label de musique indépendant accompagné d'un concert des protagonistes du film, ainsi que sur la programmation musicale du festival.
Des rencontres professionnelles se tiennent durant la semaine du Festival et sont l'occasion d'échanges entre producteurs, réalisateurs et compositeurs autour de projets d’œuvres cinématographiques à la recherche d'un signataire de leur partition. Les résultats de ce dispositif a amené le Festival à l'ouvrir à des projets européens en 2015, puis à créer un Marché européen de la composition musicale pour l'image. Cette même année, le Festival exporte ce dispositif dans des festivals européens, ce volet se nomme « le 3e Personnage hors les murs »,.
L'édition 2020, du 30 mars au 4 avril, est dématérialisée en raison de la pandémie de Covid-19,.
En 2022, l'évènement, initialement nommé Festival international du film d'Aubagne (FIFA), devient Music & Cinema - Festival international à Marseille (MCM).

## Partenariats
1. Le MCM travaille en partenariat avec le Conservatoire national supérieur de musique et de danse de Lyon (CNSMD) qui a initié un master international en deux ans destiné aux étudiants souhaitant se spécialiser dans la composition pour l’image.
Ce master, intitulé International Master in Composition for Screen (InMICS), réunit 4 établissements d’enseignement supérieur (Conservatoire national supérieur de musique et de danse de Lyon, Conservatoire Giovanni Battista Martini de Bologne, School of Arts Ghent / KASK & Conservatorium (HOGENT) de Gand, Faculté de musique de l’Université de Montréal[11]) ayant déjà une expertise dans la composition de musique pour l’image et 4 partenaires professionnels (le festival international Music & Cinema Marseille, la Fondazione Cineteca di Bologna, le Festival du film de Gand [Film Fest Gent] et Permission Inc. à Montréal[12]) dont l’activité principale est en rapport avec le cinéma et l’audiovisuel et ayant un intérêt particulier pour la création musicale[13].

1. Le MCM collabore tous les ans avec le département Sciences Arts et Techniques de l’Image et du Son (SATIS) de la faculté des Sciences de l’Université d'Aix-Marseille pour deux types de projet :
  1. Réalisation de la Web TV par les étudiants de licence.
  2. Réalisations multicaméra de talk-show par les étudiants de première année de Master[3].

1. Le MCM est partenaire depuis 2017 de European Short Pitch (ESP), initiative organisée par NISI MASA (en) (réseau de jeunes cinéastes européens) ayant pour but de promouvoir la coproduction de courts métrages européens[14],[15].

European Short Pitch combine à la fois un atelier d’écriture et un forum de coproduction rassemblant des scénaristes ainsi que des professionnels du secteur venant de toute l’Europe. C’est sur ce dernier volet que le MCM intervient en remettant un prix lors du Forum.
Chaque année, le récipiendaire sera automatiquement invité au MCM afin de présenter son projet dans le cadre du marché européen de la composition musicale pour l’image dans le but d’y trouver son compositeur,.

## Prix
Les Prix remis par les jurys lors du Festival sont les suivants :
Prix long métrage :
- Grand prix pour la meilleure musique originale
- Prix du meilleur long métrage
- Prix du meilleur scénario
- Prix de la meilleures mise en scène

Prix court métrage :
- Grand prix pour la meilleure création musicale
- Prix du meilleur film de fiction
- Prix Mathieu Hoche du meilleur documentaire
- Prix du meilleur film d'animation
- Prix de la jeune création cinématographique germanophone
- Prix du public
- Prix des collégiens
- Prix de la nuit du court métrage
- Prix Cinézik pour la meilleure musique originale d'un court métrage français